# John Power
John Power (Allerton, 14 settembre 1967) è un chitarrista e bassista britannico.
Fu il bassista dei La's fino al 1993, quando lasciò il gruppo per fondare i Cast. Dei Cast Power fu voce, chitarrista e autore delle canzoni. Dopo quattro album discografici, il gruppo si sciolse nel 2002.
Nel 2003 Power pubblicò un album solista, Happening For Love.

## Discografia

### La's
- The La's (1990)

### Cast
- All Change (1995)
- Mother Nature Calls (1997)
- Magic Hour (1999)
- Beetroot (2001)

### Da solista
- Happening For Love (2005)